# (3233) Krišbarons
(3233) Krišbarons (1977 RA6; 1929 EF; 1942 BE; 1952 BJ2; 1962 EF; 1976 JA5; 1977 TG4; 1979 FB3; 1980 RA4; A909 BH) ist ein ungefähr vier Kilometer großer Asteroid des inneren Hauptgürtels, der am 9. September 1977 vom russischen (damals sowjetischen) Astronomen Nikolai Stepanowitsch Tschernych am Krim-Observatorium (Zweigstelle Nautschnyj) auf der Halbinsel Krim (IAU-Code 095) entdeckt wurde.

## Benennung
(3233) Krišbarons wurde nach dem sowjetisch-lettischen Volkskundler, Schriftsteller und Philologen Krišjānis Barons (1835–1923) benannt. Er sammelte und veröffentlichte die vollständigste Sammlung von Dainas, lettischen Volksliedern.